# The Conduit
The Conduit è un videogioco sparatutto in prima persona sviluppato per Nintendo Wii da High Voltage Software e pubblicato da SEGA, uscito il 23 giugno 2009 nel Nord America e il 10 luglio 2010 in Europa. Per il gioco è stato usato il motore grafico Quantum3, creato specificatamente da High Voltage Software per wii.
La trama della campagna, ambientata a Washington in un futuro prossimo, si incentra su un'invasione extraterrestre. Una razza di alieni, detti droni, utilizza dei portali per portare le loro truppe nella capitale statunitense. Un'organizzazione segreta governativa, il Cartello, coinvolge l'agente Michael Ford, protagonista del gioco nella lotta per bloccare l'invasione. Il gioco online supporta 12 giocatori a partita e include diverse modalità di gioco, inoltre supporta la periferica Wii Speak.
Il 31 marzo 2010, dopo alcune indiscrezioni apparse su Nintendo Power, High Voltage Software e SEGA hanno annunciato lo sviluppo di Conduit 2.

## Trama
Il gioco si apre con l'agente Michael Ford, il protagonista, che riprende coscienza in una galleria della metropolitana di Washington distrutta, dopo l'inizio dell'invasione aliena. Dopo aver attraversato i corridoi della metropolitana, Ford giunge nell'atrio della stazione, dove trova un enorme portale. dopo aver sconfitto gli alieni di guardia, Ford entra nel condotto.
La storia si sposta quindi indietro di cinque giorni, prima dell'invasione, e presenta Ford contattato da John Adams, leader del Cartello, una misteriosa organizzazione governativa. Egli coinvolge Ford in una missione per recuperare un prototipo del cartello rubato dal terrorista Prometheus. Il Cartello ha organizzato un'imboscata al Reagan National Airport per arrestare Prometheus, e Ford deve prendere parte all'operazione. Durante l'operazione, però, gli agenti del Cartello vanno contro Ford, colpiti da una tossina, costringendolo a lottare per giungere al treno dove si pensa si trovi Prometheus. Ma giunto alla fine dei vagoni, l'agente non trova Prometheus, ma uno scienziato che fa esplodere il treno. Ford riesce a sopravvivere all'esplosione e recupera il prototipo: il Dispositivo Intelligente di Visione Alternativa (DIVA). Allarmato dalla capacità di Prometheus di portare i suoi agenti contro di lui, Adams ordina a Ford di infiltrarsi nella base di Prometheus nel Bunker 13, una struttura della Guerra Fredda in disuso. Dopo aver distrutto un deposito di tossine per il controllo della mente, Adam tradisce l'agente Ford, informandolo di aver detto al presidente che era morto lottando contro la prima orda di invasori, quindi chiude le comunicazioni, abbandonando Ford a se stesso. L'agente viene allora contattato da Prometheus, che gli offre una via di fuga. Dopo aver combattuto dei droni al Jefferson Memorial, Ford viene soccorso in elicottero da Prometheus.
Ford viene quindi portato alla Biblioteca del Congresso e gli viene ordinato di distruggere il nido di droni nelle fogne sottostanti. Prometheus rivela a Ford di essere un ex agente del cartello che si era ricreduto ed era fuggito con il DIVA. Egli spiega che Adams aveva manipolato Ford, e gli aveva fatto distruggere delle neurotossine create dal Cartello nel bunker 13 per coprire le tracce dell'organizzazione. A questo punto Ford si rende conto che il Cartello e i droni stanno collaborando per prendere il controllo della nazione. Disposto a tutto per impedire il piano di Adams, Ford assalta la Casa Bianca per salvare il presidente Thompson dall'invasione aliena. Durante il soccorso il presidente viene però portato a credere che Ford sia un agente del Cartello, perciò, ritenendo che esso possa evitare la crisi, concede il potere esecutivo ad Adams prima di fuggire sul Marine One.
Infine Ford riesce a trovare il quartier generale del Cartello e intuisce che i droni sono creati e schierati in città dai portali dell'organizzazione stessa. Dopo aver lottato nella base, l'agente raggiunge una camera contenente un solo alieno, che si rivela essere lo stesso Prometheus. Esso spiega di essere usato come stampo genetico per creare l'esercito di droni di Adams, e chiede di essere ucciso per evitare che il piano di Adams si protragga. Ford, dispiaciuto, accetta di ucciderlo e riprende la distruzione del resto della base; Adams, pertanto, attiva la sequenza di auto-distruzione dell'edificio nel tentativo di uccidere Ford. Allora Prometheus parla a Ford dal DIVA, dove ha riposto la sua coscienza prima di morire, e spiega a Ford come riattivare la rete di condotti della base. Dopo aver lottato contro gli ultimi droni Ford entra in un portale; Il suo destino resta sconosciuto. Durante i titoli di coda, Adams parla ad un contatto alieno sconosciuto, a cui rivela di essere Enlil, un alieno esiliato, che si trova sulla terra da 240 anni. Egli afferma che Prometheus è morto e che il piano per prendere il controllo della terra è ancora in esecuzione.
Sul seguito Conduit 2 il giocatore veste sempre i panni di Ford, che si ritrova su una piattaforma petrolifera dopo aver attraversato il portale.

### Personaggi
- Personaggi principali:
  - Michael Ford: (doppiato da Mark Sheppard[10]) Protagonista del gioco, è un agente dei Servizi Segreti che è stato reclutato nel Cartello dopo aver salvato il Presidente Charles Thompson da un tentativo di omicidio.[5]
  - John Adams: (doppiato da William Morgan Sheppard[10]) Enigmatico capo del Cartello che ha inviato Ford a Washington per combattere Prometheus e per recuperare il DIVA; si scoprirà poi che è l'antagonista principale del gioco.
  - Prometheus: (doppiato da Kevin Sorbo[10]) All'inizio viene presentato come un leader terrorista, ma diventa poi l'unico alleato di Ford, aiutandolo ad affrontare i droidi e Adams. Verso la fine del gioco esso si rivela essere una alieno.
- Nemici[11]:
  - Schiavi umani: Esseri umani colpiti dalla neurotossina aliena, che gli ha resi servi simili a zombi.
  - Guardie del Cartello: Soldati del Cartello passati dalla parte dei droidi di loro volontà, non a causa della tossina.
  - Droidi: Razza aliena insettoide, responsabile dell'invasione di Washington.
    - Acarine: Droidi giovani, di piccole dimensioni ma molto rapidi. Alcuni hanno caratteristiche speciali, come la capacità di volare o di esplodere in prossimità di un obbiettivo.
    - Droidi Adulti: Forma adulta di droidi, sono i soldati comuni dell'esercito alieno.
    - Droidi Volanti: Droidi dotati di ali e di capacità di volo.
    - Scarabs: I droidi più pericolosi. Di stazza superiore ai droidi comuni, sono dotati di un esoscheletro armato.

## Modalità di gioco
The Conduit ha una prospettiva in prima persona, il mirino viene controllato puntando il wiimote sullo schermo e i movimenti dalla leva analogica del nunchuk. Il gioco offre una vasta possibilità di personalizzazione, come la possibilità di modificare la grandezza della  "zona morta" e la velocità con cui il giocatore può spostare la visuale e la sensibilità del cursore. È inoltre possibile provare le modifiche senza dover abbandonare lo schermata delle opzioni. Lo schema dei controlli offre la facoltà di scegliere a quali tasti del controller far corrispondere le azioni.. Altre opzioni di personalizzazione includono la velocità massima del giocatore è l'interfaccia, dove è possibile spostarne gli elementi sullo schermo o rimuoverli del tutto..
Il giocatore singolo consiste in una campagna di nove livelli. Tra una missione e l'altra vi sono delle sequenze di dialogo tra i protagonisti, che portano avanti la storia, inoltre durante i livelli alcune trasmissioni radiofoniche e televisive forniscono informazioni di sfondo alla trama.. Vi sono inoltre degli elementi nascosti nel gioco, pensati per far venire domande sulla storia ai giocatori. L'intenzione degli sviluppatori è di premiare i giocatori che volevano esplorare e avere maggiori elementi sulla storia.
Il multiplayer online supporta fino a dodici giocatori contemporaneamente, nonostante inizialmente si era pianificata una capacità di sedici giocatori. I giocatori possono scegliere se organizzare scontri con giocatori casuali da tutto il mondo o locali, o con giocatori con cui hanno scambiato il codice amico. Le mappe di gioco sono tratte dalla campagna, ma sono riadattate per partite online. Attraverso l'uso della periferica Wii Speak è possibile utilizzare la chat vocale, ma solo con giocatori con cui è stato scambiato il codice amico e giocano nella stessa squadra. Inoltre nella modalità Tutti contro tutti i giocatori sono in grado di parlare solo con sei dei giocatori totali, questo perché si voleva evitare il troppo rumore prodotto da 12 giocatori che parlano contemporaneamente. The Conduit è stato il primo gioco per Wii sviluppato da terze parti ad usare la periferica.

### Dispositivo Intelligente di Visione Alternativa
Il DIVA è un apparecchio trovato da Ford all'inizio del gioco, utilizzato per risolvere diversi puzzle. Si tratta di un oggetto tecnologico di forma sferica, il quale, quando attivato, fluttua sul palmo della mano, proiettando una luce, con cui può rilevare dei simboli o degli oggetti nascosti e con cui può, in alcuni casi, interagire. Esso può inoltre penetrare nella memoria centrale di dispositivi elettronici, violandone i codici di protezione..

### Armi
- Armi umane:[24]
  - USP45
  - MP5KA4
  - SPAS-12
  - SCAR
  - SMAW

- Armi del Cartello[24]
  - Deatomizzatore Mk4
  - Carbonizzatore Mk16
  - TPC Launcher
  - HVS45

- Armi Aliene[24]
  - Fucile visiomutante (Strike rifle)
  - Cannone Alveare (Hive Cannon)
  - Sibilatore (Shrieker)
  - Deatomizzatore Mk9
  - Percussore

- Granate
  - Granata a frammentazione
  - Granata radioattiva
  - Granata abbagliante

## Sviluppo
Lo sviluppo di The Conduit, cominciato in ottobre 2007, è stato annunciato ufficialmente il 17 aprile 2008 attraverso il sito web IGN. Inizialmente il gioco doveva essere compatibile con il Wii MotionPlus, ma gli sviluppatori hanno deciso in seguito di non incorporarlo per la mancanza di contenuti nel gioco che avrebbero potuto beneficiarne. A proposito di ciò Eric Nofsinger dichiarò che: "Ne eravamo molto eccitati, andando avanti e indietro con Nintendo su come integrare il Wii MotionPlus e su quale fosse il migliore uso per esso. Ma quando lo abbiamo effettivamente implementato, non portava grandi vantaggi... Ma forse per una futura versione riprenderemo il MotionPlus, e potremo costruirci qualcosa attorno che abbia senso."

### Grafica
Il gioco sfrutta un motore creato specificatamente per Wii chiamato Quantum3. Il motore, già utilizzato per titoli precedenti, è stato migliorato in occasione dello sviluppo del gioco. Questo motore "permette agli sviluppatori di creare effetti grafici normalmente visti nelle altre console con vertex e pixel shader". Questi effetti comprendono il bump mapping, riflessi e rifrazioni, effetti di luci e ombre, effetti di Fresnel, materiali iridescenti, canali alfa avanzati, dettagli e brillantezza delle superfici, effetto mosso, acqua interattiva con effetti complessi della superficie e texture animate. Eric Nofsinger ha dichiarato che "il nostro obiettivo è essere lo sviluppatore Wii più tecnicamente innovativo sul pianeta". High voltage Software si era data l'obiettivo di far correre il gioco con un frame rate di 30 fotogrammi al secondo senza flicker.  Il team di sviluppo ha dichiarato di avere avuto l'obiettivo di 60 fotogrammi al secondo, ma si è deciso infine che il tempo per lo sviluppo sarebbe stato speso meglio su altri elementi del gioco e che questo correva sufficientemente liscio a 30. Red Eye Studios ha fornito le animazioni in motion capture. Durante l'E3 del 2008 è stata presentata una demo del gioco, che permetteva di giocare la prima metà di un livello incluso nel gioco definitivo e mostrava diversi nemici e armi umane ed aliene. Gli effetti grafici mostrati nella demo includevano i riflessi negli oggetti di vetro come finestre e il mirino dell'arma del giocatore, effetti dell'acqua, e texture. In seguito all'E3 la Software house ha migliorato ulteriormente il motore grafico con nuovi effetti, incluse la profondità di campo e la distorsione causata dalle fiamme. Lo sviluppatore ha inoltre dichiarato che stava lavorando per aumentare il numero di animazioni di morte dei nemici, perciò ogni tipo di nemico ucciso avrebbe avuto un tipo di morte in base all'arma usata contro di lui.. Un'altra caratteristica è il sistema di "color curve" (curvatura del colore), per il quale i colori dello schermo si desaturano, fino a diventare bianco e neri quando il giocatore muore.

### Audio
Il compositore Diego Stocco è stato scelto dal direttore audio/video Michael Metz per comporre la colonna sonorsa di The Conduit, assieme al chitarrista Rick Nielsen, ingaggiato dopo aver espresso interesse per il gioco. Metz ha spiegato come Stocco è entrato a far parte del progetto, raccontando che "Dalle centinaia di CD arrivati sulla mia scrivania, ce ne era uno che si distingueva per me. Si chiama Epic Textures di una società chiamata Epic Score... Scavando un po' ho scoperto che l'uomo dietro queste eccellenti musiche da ambiente era soprattutto Diego Stocco... Ho chiamato Diego e egli era felice di aiutarci con il progetto". Nel creare la colonna sonora, Stocco ha costruito diversi strumenti unici, come un "DistroDrum", un tamburo acustico combinato con un pianoforte giocattolo, e un "Metal Contrabass", che consiste in alcune corde di piano e di basso e un radiatore da garage.
Per ogni livello del gioco è stata composta una colonna sonora differente con tre diverse parti, "ambient", "mid-tempo" e "upbeat", che si alternano nel corso del gioco quando il giocatore combatte o completa un obbiettivo. Dopo aver creato le tracce, i maggior suoni di ogni brano erano combinati con altri per produrre più canzoni. Il sound designer Ed Dulian voleva creare una musica che si adattasse ad ogni livello e situazione nella campagna di gioco, e il collega Mark Murasky ha lavorato per implementare la musica nel gioco stesso.
Durante la lavorazione del doppiaggio sono stati usati diversi sostituti fin quando il Lead designer Rob Nichols ha contattato William Morgan Sheppard, Mark Sheppard e Kevin Sorbo per doppiare i ruoli principali. Per creare la voce degli alieni sono stati ingaggiati due attori locali, Tom Taylorson e William Dick. sparse per tutto il gioco ci sono radio e televisioni, che trasmettono diverse trasmissioni, ognuna delle quali è stata doppiata da un diverso attore. High Voltage Software ha ottenuto il permesso di utilizzare registrazioni dell'album Yankee Hotel Foxtrot degli Wilco, tratto da "The Conet Project", su queste trasmissioni. Il gioco supporta il processore audio Dolby Surround Pro Logic II.

### Pubblicazione
High Voltage Software iniziò lo sviluppo di The Conduit senza un publisher. Dopo che il gioco ebbe ricevuto un'alta quantità di pubblicità, almeno dieci società espressero interesse nel pubblicare il gioco. Lo sviluppatore ha dichiarato che una delle ragioni per cui molti dei loro giochi hanno avuto cattive recensioni era che i grandi publisher interferivano nel processo di sviluppo del gioco, per cui si voleva fare quanto più possibile con il gioco prima di ottenere un publisher.
Il 2 ottobre 2008, durante la Nintendo fall conference, il Creative director Eric Nofsinger ha dichiarato che, sebbene high Voltage Software avesse selezionato un publisher a aveva originariamente intenzione di rivelare la sua scelta durante la conferenza, ulteriori affari legali andavano ancora definiti e il publisher voleva essere annunciato solo successivamente. Secondo Nofsinger, lo sviluppatore considerava il gioco come il primo di una potenziale serie, ed anche il publisher scelto era aperto all'idea di creare un seguito di The Conduit. Nofsinger aggiunse, "penso che la gente sentirà di aver ben speso i suoi soldi [con The Conduit], ma noi abbiamo tutto un vecchio universo di storie che vogliamo raccontare".. Infine il publisher fu rivelato essere SEGA il 29 ottobre 2008. Keryy Ganofsky, amministratore delegato e fondatore di High Voltage Software, annunciò che "SEGA condivide la nostra visione per il titolo e il suo enorme potenziale, per questo l'abbiamo scelta dalla nostra lista di potenziali partner. Con il loro supporto, noi siamo fiduciosi che The Conduit porterà l'esperienza sparatutto che i fan del Wii stavano aspettando". L'annuncio fu fatto il giorno successivo all'inserimento da parte di SEGA di un file per The Conduit sul suo protocollo di trasferimento file, ciò causò alcune voci secondo cui il publisher avrebbe potuto essere stato scelto per supportare il gioco.

## Marketing
The Conduit è stato venduto in due diverse versioni: l'Edizione Standard e l'Edizione Limitata. L'edizione standard include solamente il disco di gioco ed il manuale di istruzioni senza altri contenuti, mentre l'Edizione limitata, caratterizzata da una diversa immagine in copertina, include, oltre al disco e al manuale, un artbook di 24 pagine contenente diversi disegni del gioco elaborati in diverse fasi della progettazione, tre codici per sbloccare una diversa versione del DIVA, un personaggio aggiuntivo per il gioco online e la possibilità di giocare l'avventura come Droide. Tuttavia, questi codici non sono unici, non è dunque necessario acquistare l'edizione limitata per sbloccare i contenuti extra.

### Promozioni
Il 18 settembre 2008 High Voltage Software ha lanciato un concorso in cui si chiedeva di creare lo schema dei controlli di gioco. Il controllo migliore sarebbe stato inserito ne gioco come configurazione di base, e il nome del creatore della configurazione sarebbe stato aggiunto ai crediti. Il concorso si è concluso con tre vincitori; il risultato fu annunciato dal Lead Designer Rob Nicholls in un video di presentazione del gioco commercializzato il 15 gennaio 2009.
A maggio 2009, è stato lanciato un concorso sponsorizzato da ACIDPlanet, creatore del programma del software, in associazione con lo sviluppatore. Il concorso chiedeva ai partecipanti di creare ed inviare un video di The Conduit, tratto da diverse videoclip disponibili e di comporre una traccia audio sul sito web di ACIDPlanet. I vincitori hanno ricevuto diversi prodotti di Sony Creative Software, SEGA e High Voltage Software, è i mix audio vincitori sono stati inclusi come tracce bonus nelle colonne sonore ufficiali del gioco.
Per promuovere la pubblicazione del gioco, Sega ha pubblicato un fumetto intitolato The Conduit: Orange Lights, scritto da Pat Dolan. Il prodotto fu reso disponibile gratuitamente come file PDF attraverso Amazon.com.

## Accoglienza
The Conduit presenta una media di 72,23% su GameRankings basata su 64 recensioni ed un punteggio di 69/100 su Metacritic. In genere, il gioco è lodato soprattutto per lo sforzo tecnico, il gioco online ed i controlli intuitivi e personalizzabili, mentre è soggetto a critiche per quanto concerne la trama e l'esperienza in giocatore singolo.

### Vendite e sequel
Nel rapporto finanziario del primo trimestre del 2009, Sega annunciò che 150.000 unità erano state distribuite in Europa e in Nord America nella prima settimana dall'uscita del videogioco. A febbraio del 2010, Kerry Ganofsky, amministratore delegato di High Voltage Software, annunciò ad IGN che The Conduit aveva venduto oltre 350'000 copie. .
Dopo Alcuni mesi di speculazione, il 29 marzo 2010 Conduit 2 è stato annunciato ufficialmente. Il seguito è poi uscito il 19 aprile del 2011.